# Zandkes
Zandkes is een natuurgebied bij Dijkmanshuizen op Texel. Het natuurgebied is van Natuurmonumenten en bestaat uit een brakke polder met ondiepe plassen, die tussen de oude en de nieuwe Waddendijk ligt. In Zandkes leven veel wad- en weidevogels.
De meest noordelijke plas is ontstaan in 1995 bij een dijkdoorbraak en de middelste plas is speciaal gegraven voor de vogels. De zuidelijke plas is een leemput, die uit was gegraven om de oude dijk te verstevigen.
In Zandkes leven zowel zoet- en zoutwaterplanten, waaronder de grote ratelaar, riet en de zeekraal.

## Bron
- Natuurmonumenten